# Diaethria clymena
Espèce
Diaethria clymena, le Double 8, est une espèce de lépidoptères (papillons) de la famille des Nymphalidae, de la sous-famille des Biblidinae et du genre Diaethria.

## Dénomination
Diaethria clymena a été décrit par l'entomologiste hollandais Pieter Cramer en 1775 sous le nom initial de Papilio clymena.

### Noms vernaculaires
Diaethria clymena se nomme Double 8 en français et Cramer's Eighty-eight en anglais,.

### Sous-espèces
- Diaethria clymena clymena; présent en Guyana, en Guyane et au Brésil.
- Diaethria clymena aurelia (Guenée, 1872); présent en Équateur, en Bolivie et au Pérou.
- Diaethria clymena beleses (Godman & Salvin, 1889); présent à Panama.
- Diaethria clymena bourcieri (Guenée, 1872); présent en Équateur
- Diaethria clymena colombiana (Viette, 1958); présent en Colombie.
- Diaethria clymena consobrina (Guérin-Méneville, [1844]); présent au Venezuela et en Colombie.
- Diaethria clymena dodone (Guenée, 1872); présent en Colombie.
- Diaethria clymena janeira (C. Felder, 1862); présent au Brésil et au Paraguay.
- Diaethria clymena juani Neild, 1996; présent au Venezuela.
- Diaethria clymena marchalii (Guérin-Méneville, [1844]); présent au Nicaragua et en Colombie.
- Diaethria clymena meridionalis (Bates, 1864); présent au Brésil.
- Diaethria clymena peruviana (Guenée, 1872); présent en Équateur, en Bolivie et au Pérou.
- Diaethria clymena seropina (Röber, 1924); présent au Brésil[1].

## Description
Dynamine clymena, d'une envergure entre 38 mm et 50 mm présente un dessus de couleur noire barré de bleu de la moitié du bord costal à l'angle externe des ailes antérieures et avec une bande submarginale aux ailes postérieures,,.
Le revers des ailes antérieures est rouge avec une large bande noire rayée de blanc au bord externe. Les ailes postérieures blanches ornées de lignes et dessins noirs en forme de 8 d'où son nom commun de Double 88.

## Biologie
Dynamine clymena vole de mars à novembre en Amérique du Sud, de février à juillet en Floride.

### Plantes hôtes
Les plantes hôtes de sa chenille sont des  Trema Trema lamarckianum et Trema micranthum (Ulmaceae ) et des Theobroma (Sterculiaceae),.

## Écologie et distribution
Dynamine clymena est présent dans l’extrême sud de la Floride, au Mexique, à Panama,  au Nicaragua, au Venezuela, en Colombie, en Équateur, en Bolivie, au Brésil, au Paraguay au Pérou, en Guyana et en Guyane aussi en Argentine,.

### Biotope
Diaethria clymena réside en forêt humide tropicale.

### Protection
Pas de statut de protection particulier.

## Philatélie
La poste brésilienne a émis un timbre d'une valeur de 12,5 cruzeiro à son effigie en 1979.